# Rosi Grätzer
Rosi ‚Rosa‘ Grätzer (* 23. Mai 1899 in Berlin; † 30. Juni 1995 in Saint-Jean-Cap-Ferrat) war eine deutsche Gewerkschafterin.

## Leben

### Frühe Jahre und Tätigkeit in der gewerkschaftlichen Bewegungen
Grätzer war die Tochter eines jüdischen Kaufmanns. Sie besuchte das Lyzeum in Berlin-Schöneberg (1917) und studierte dann einige Semester an der Handelshochschule und Verwaltungsakademie, ohne einen Abschluss zu erwerben. Während dieser Zeit trat sie in den freigewerkschaftlichen Zentralverband der Angestellten (ZdA) ein. Zudem wurde sie Mitglied der Sozialdemokratischen Partei Deutschlands.
Ab 1925 besuchte Grätzer die Verwaltungsfachschule in Berlin-Schöneberg, die sie als staatlich anerkannte Wohlfahrtspflegerin im November 1926 verließ.
Im Mai 1928 begann Grätzer eine Tätigkeit als Familienfürsorgerin bei der Berliner Stadtverwaltung. Zum 1. November 1928 wechselte sie in das Referat Berufsberatung der Landesversicherungsanstalt Brandenburg mit Sitz in Berlin. Ab dem 1. April 1929 wurde sie mit den vollen Bezügen einer Hilfskraft beschäftigt. Zudem wurde sie Betriebsrätin beim Landesarbeitsamt.
Als Anhängerin der freigewerkschaftlichen Bewegung verfasste sie verschiedene Aufsätze für die afa-Bundeszeitung, das zentrale Organ des Afa-Bundes. Ihrem politischen Selbstverständnis zufolge war sie eine Sozialistin und Kritikerin der kapitalistischen Wirtschaftsordnung, identifizierte sich aber mit der Weimarer Republik.

### Zeit des Nationalsozialismus und Emigration
Nach dem Machtantritt der Nationalsozialisten im Frühjahr 1933 geriet Grätzer, die als Jüdin und bekannte Gewerkschafterin gleich zwei Personengruppen angehörte, die den neuen Machthabern verhasst waren, rasch ins Fadenkreuz der Repressionsorgane der NS-Bewegung: Am 29. März 1933 wurde sie verhaftet und in die SA-Kaserne in der General-Pape-Straße in Berlin verschleppt. Dort wurde sie körperlich misshandelt, kahlgeschoren und mit weiteren Maßnahmen bedroht. Sie wurde kurze Zeit später zwar wieder auf freien Fuß gesetzt, war aber infolge der durch die Misshandlungen verursachten gesundheitlichen Schäden längere Zeit arbeitsunfähig. Einen Antrag auf Heilverfahren lehnte die Reichsversicherungsanstalt für Angestellte ab. Stattdessen lebte sie von Arbeitslosenunterstützung. Im Rahmen eines sich über mehrere Jahre ziehenden Entschädigungsverfahrens in den 1950er Jahren wurden ihr allgemeine Nervosität, Erschöpfungszustände, Platzangst und mehr bescheinigt.
Ende April/Anfang Mai 1934 emigrierte Grätzer nach London. Die Ausstellung eines neuen Passes wurde ihr, als sie dies 1938 bei einer deutschen Auslandsvertretung beantragte, verweigert, da „mit missbräuchlicher Nutzung zu rechnen sei“, weil sie in Verbindung zu Kommunisten stehe. Stattdessen wurde sie auf die Fahndungsliste der Staatspolizeistelle in Frankfurt an der Oder gesetzt.
In Großbritannien erhielt sie erst Ende 1938 eine Arbeitserlaubnis (bis zu diesem Zeitpunkt wurde sie von englischen Gewerkschaften unterstützt). Fortan arbeitete sie (bis 1950) als Übersetzerin.
Am 16. Juni 1939 wurde im Reichsanzeiger und im Preußischen Generalanzeiger die Ausbürgerung Grätzers bekanntgegeben. Auch danach verblieb sie im Visier der nationalsozialistischen Verfolgungsorgane: Im Frühjahr 1940 wurde sie vom Reichssicherheitshauptamt auf die Sonderfahndungsliste G.B. gesetzt, ein Verzeichnis von Personen, die im Falle einer erfolgreichen Invasion und Besetzung Großbritanniens durch die Wehrmacht, automatisch und vorrangig von Sonderkommandos der SS ausfindig gemacht und verhaftet werden sollten.
Während des Zweiten Weltkrieges engagierte sich Grätzer in der Landesgruppe deutscher Gewerkschaften.

### Nachkriegszeit
In der Nachkriegszeit lebte Grätzer bis Ende der 1950er Jahre weiterhin in London. Später ging sie nach Italien und dann nach Frankreich. Ihr letzter bekannter Wohnsitz befand sich, Anfang der 1970er Jahre, in Saint-Jean-Cap-Ferrat in Frankreich.

## Schriften
- Zum Entwurf eines Berufsausbildungsgesetzes. In: AfA-Bundeszeitung. 1927, S. 105f.